# RDS-37
RDS-37 a fost primul test sovietic al unei bombe cu hidrogen. 
A fost un dispozitiv termonuclear cu trepte multiple, care utiliza același principiu ca și modelul Teller-Ulam (vezi Ivy Mike). 
Echivalent TNT: 1.6 megatone.
Testul a avut loc pe 22 noiembrie 1955. 